# Dimitrie Mincu
Dimitrie Mincu (în rusă Дмитрий Кириллович Минков, Dmitri Kirilovici Minkov; în bulgară Димитър Кирилов Минков, Dimităr Minkov) a fost un om politic basarabean, care a îndeplinit funcția de primar al Chișinăului în perioada 1849—1854 și apoi în 1858-1860 și 1861-1866.
Tatăl lui Dimitrie Mincu (Minkov), Chiril (Кирилл), zis și Kalceo (Калчо) a fost un cunoscut negustor bulgar chișinăuean, venit în Basarabia din Kalofer. El a donat sume impunătoare de bani pentru construcția catedralei.
Dimitrie Mincu a devenit judecător în 1846, iar în perioada 1849—1854 a condus Chișinăul în primul său mandat. Înainte de a fi reales în funcția de primar în 1858, între 1854–1858 primar al Chișinăului a fost Anghel Nicolau, care a fost căsătorit cu sora lui Dimitrie Mincu.